# Хуангошу
Хуангошу (кит.: 黃果樹瀑布) — водоспад на півдні Китаю у провінції Ґуйчжоу за 45 км від міста Аньшунь. Водоспад заввишки 77,8 м та завширшки 101 м. Складається з головного водоспаду заввишки 68 м та каскаду з 18 дрібніших водоспадів.